# نووا کارچما (گمینا نووا کارچما)
نووا کارچما (گمینا نووا کارچما) (به لاتین: Nowa Karczma) یک روستا در لهستان است که در گمینا نووا کارچما واقع شده‌است.
 نووا کارچما  ۷۹۲ نفر جمعیت دارد.